# گوییدو بونی
گوییدو بونی (ایتالیایی: Guido Boni; ۷ فوریهٔ ۱۸۹۲ – ۱۵ دسامبر ۱۹۵۶) ژیمناست هنری اهل ایتالیا بود.